# Dmitrov
Dmitrov (Дмитров em russo) é uma cidade na província de Moscou, na Rússia, 65 km ao norte de Moscou. Localiza-se às margens do rio Jacroma e do Canal de Moscou, que conecta a capital russa ao rio Volga. Tinha 61 700 habitantes em 1 de janeiro de 2004.
Dmitrov foi fundada por Jorge I en 1154, nas profundezas da floresta, no lugar onde seu filho Usevolodo III nascera. O nome da cidade explica-se pelo fato de que o santo padroeiro de Usevolodo era São Demétrio. 